# San Felipe, Hidalgo
San Felipe är en ort i Mexiko.   Den ligger i kommunen Tulancingo de Bravo och delstaten Hidalgo, i den sydöstra delen av landet, 120 km nordost om huvudstaden Mexico City. San Felipe ligger 2 188 meter över havet och antalet invånare är 198.
Terrängen runt San Felipe är kuperad åt sydost, men åt nordväst är den platt. Runt San Felipe är det tätbefolkat, med 530 invånare per kvadratkilometer. Närmaste större samhälle är Tulancingo, 9,3 km söder om San Felipe. Omgivningarna runt San Felipe är en mosaik av jordbruksmark och naturlig växtlighet.